# Ibiporã
Ibiporã est une municipalité brésilienne située dans l'État du Paraná.